# Barbara Tudek
Barbara Tudek (ur. w 1952, zm. 1 marca 2019) – polska biolog, prof. dr hab.

## Życiorys
Urodziła się w 1952. 27 kwietnia 1983 uzyskała doktorat za pracę pt. Badania właściwości mutagennych ropy naftowej i rozpuszczalników stosowanych w przemyśle petrochemicznym jako ocena zagrożenia środowiska naturalnego człowieka, a 5 czerwca 2001 uzyskała stopień doktora habilitowanego na podstawie rozprawy zatytułowanej Utlenianie i alkilacja zasad DNA - rola pierwotnych i wtórnych uszkodzeń w replikacji i mutagenezie. 8 czerwca 2006 otrzymała tytuł naukowy profesora w zakresie nauk biologicznych.
Pracowała na stanowisku profesora zwyczajnego w Instytucie Genetyki i Biotechnologii na Wydziale Biologii Uniwersytetu Warszawskiego i w Instytucie Biochemii i Biofizyki Polskiej Akademii Nauk.

## Publikacje
- 2000: Fapyadenine is a moderately efficient chain terminator for prokaryotic DNA polymerases[2]
- 2005: Inhibition of DNA repair glycosylases by base analogs and tryptophan pyrolysate, Trp-P-1[2]
- 2006: Sensory chemiczne i biosensory w kontroli żywności zmodyfikowanej genetycznie. Chemical sensors and biosensors for the control of GM food[2]
- 2006: Modulation of oxidative DNA damage repair by the diet, inflammation and neoplastic transformation[2]
- 2009: The effect of early life nutritional exposures on repair and DNA methylation in brain tissue from young piglets[2]
- 2009: Cockayne syndrome group B protein is engaged in processing of DNA adducts of lipid peroxidation product trans-4-hydroxy-nonenal[2]
- 2014: Zinc finger oxidation of Fpg/Nei DNA glycosylases by 2-thioxanthine: biochemical and X-ray structural characterzation[2]
- 2016: Lipid peroxidation in face of DNA damage, DNA repair and other cellular processes[2]